# Enginy (artefacte)
|  | Per a altres significats, vegeu «enginy (desambiguació)». |

Un enginy  o artefacte és qualsevol obra manual realitzada amb un propòsit o funció tècnica específica. I com a tal, la paraula enginy es refereix tant a atuells i "escultures mòbils" com a vehicles, maquinària industrial i altres objectes de construcció humana. És sinònim d'aparell  i de màquina . Totes aquelles artefactes en què s'ha emprat l'enginy en el seu disseny i construcció. No obstant això, els enginys són producte de sistemes d'accions intencionals, però no tot enginy es produeix d'aquesta manera ni només els aparells són enginys. Hi ha conseqüències dels sistemes tecnològics que no són intencionals i en general no estan previstes, i no obstant això són artificials. A l'edat mitjana, entre altres coses, el terme es va emprar per a definir les màquines de guerra de torsió o de contrapès (poliorcètica). Més tard per extensió es va emprar per a designar les "màquines de tro " que les van substituir.